# Helmut Röhrl
Helmut Röhrl ou Rohrl (Straubing, 22 de março de 1927 – 30 de janeiro de 2014) foi um matemático alemão.

## Obras
- Das Riemann-Hilbert’sche Problem der linearen Differentialgleichungen, Mathematische Annalen, vol. 133, 1957, pp. 1–25.
- as annotator and editor: Adolf Hurwitz, Richard Courant Lehrbuch der Funktionentheorie, Springer Verlag, 4th edn. 1964
  - annotations (pp. 551–696) forming two new chapters: Weitere Abbildungstheoreme der Funktionentheorie (including quasiconformal mappings) and Holomorphe und meromorphe Funktionen auf Riemannschen Flächen (including the Riemann–Roch theorem, Runge approximation theorem, topology and vector bundles on Riemann surfaces, and automorphe functions)
- «Holomorphic fiber bundles over Riemann surfaces». Bulletin AMS. 68: 125–160. 1962. MR 146854
- com Dieter Pumplün: Banach spaces and totally convex spaces, parts 1, 2, Comm. in Algebra, vol. 12, 1984, pp. 935–1019; vol. 13, 1985, pp. 1047–1113